# Brådet
Brådet er en landtange mellem Æbeløholm og Æbelø i Kattegat. Landtangen eller draget er sjældent oversvømmet. Den er dannet af sand fra Æbeløs kyst, som med strømmen bliver ført rundt om øen og aflejret på Æbeløs sydside. Nogle steder er der spor efter havets overskyldning. Fra Æbeløholm går der et traktorspor  til Æbelø. I dag henligger Æbelø, Brådet  og Dræet som urørt natur efter at Aage V. Jensens Fonde i 1995 overtog dem, med det formål at give naturinteresserede et sted at dyrke deres interesser, og samtidig følge forandringerne fra de menneskelige aktiviteter, til urørt natur. Kysten ved Brådet er velegnet til lystfiskeri.
|  | Denne artikel om lokaliteten Brådet kan blive bedre, hvis der indsættes et (bedre) billede. Du kan hjælpe ved at afsøge Wikimedia Commons for et passende billede eller lægge et op på Wikimedia Commons med en af de tilladte licenser og indsætte det i artiklen. |

55°37′20″N 10°10′53″Ø / 55.62222°N 10.18139°Ø